# Urtima riksdagen 1892
Urtima riksdagen 1892 ägde rum i Stockholm.
Detta var en urtima riksdag  och riksdagens kamrar sammanträdde i gamla riksdagshuset den 17 oktober 1892. Till talman i första kammaren valdes Pehr von Ehrenheim och i andra kammaren valdes Carl Herslow. Riksdagen avslutades den 28 november 1892.